# شات داون
«شات داون» (انگلیسی: Shut Down) ترانه‌ای از گروه دخترانهٔ کره‌ای بلک‌پینک است و در ۱۶ سپتامبر ۲۰۲۲ توسط وای‌جی انترتینمنت و اینترسکوپ رکوردز به عنوان دومین تک‌آهنگ از دومین آلبوم استودیویی گروه به نام صورتی زاده‌شده منتشر شد. «شات داون» به عنوان یک آهنگ مبتنی بر هیپ هاپ با سازهای زهی توصیف شده‌است و متن آن توسط تدی پارک، دنی چونگ و وینس نوشته شده‌است و آهنگسازی آن را تدی و ۲۴ انجام دادند.
«شات داون» یک موفقیت تجاری بود و دومین ترانه از بلک‌پینک است که در جایگاه شماره یک ۲۰۰ آهنگ جهانی بیلبورد قرار گرفت. این ترانه در صدر جدول‌ها در کشورهای هنگ کنگ، اندونزی، مالزی، فیلیپین، سنگاپور و تایوان قرار گرفت و وارد تاپ ۱۰ در کشورهای استرالیا، کانادا، نیوزیلند و کره جنوبی شد.

## آهنگسازی
«شات داون» به عنوان یک آهنگ مبتنی بر هیپ هاپ با سازهای زهی و یک صدای بیس توصیف شده‌است. وای‌جی انترتینمنت این آهنگ را «ادراکی اما به‌طور عجیبی پرتنش» توصیف کرد و خاطر نشان کرد که «'شات داون' واژه‌ای است که به معنای بسته شدن یک فضای خاص است.»

## تاریخچهٔ انتشار
| کشور    | تاریخ           | قالب                  | ناشر            | منابع |
| ------- | --------------- | --------------------- | --------------- | ----- |
| مختلف   | ۱۶ سپتامبر ۲۰۲۲ | دانلود دیجیتال استریم | وای‌جی اینترسکوپ | [ ۴ ] |
| ایتالیا | ۷ اکتبر ۲۰۲۲    | پخش رادیویی           | یونیورسال       | [ ۵ ] |

## جدول‌های موسیقی
| جدول (۲۰۲۲)                                     | بهترین جایگاه |
| ----------------------------------------------- | ------------- |
| آرژانتین (۱۰۰ آهنگ داغ آرژانتین)                | ۳۶            |
| استرالیا (ای‌آرآی‌ای)                             | ۵             |
| اتریش (او۳ تاپ ۴۰ اتریش)                        | ۲۴            |
| کانادا (۱۰۰ تک‌آهنگ داغ کانادا)                  | ۷             |
| کرواسی (بیلبورد)                                | ۲۰            |
| جمهوری چک (۱۰۰ تک‌آهنگ دیجیتال برتر)             | ۴۰            |
| فرانسه (اس‌ان‌ئی‌پی)                               | ۵۱            |
| آلمان (جدول‌های رسمی آلمان)                      | ۳۱            |
| ۲۰۰ آهنگ جهانی (بیلبورد)                        | ۱             |
| بین‌المللی یونان (آی‌اف‌پی‌آی)                      | ۸             |
| هنگ کنگ (بیلبورد)                               | ۱             |
| مجارستان (۴۰ تک‌آهنگ برتر)                       | ۳             |
| مجارستان (۴۰ آهنگ جاری برتر)                    | ۳۴            |
| هند (آی‌ام‌آی)                                    | ۴             |
| اندونزی (بیلبورد)                               | ۱             |
| ایرلند (ایرما)                                  | ۳۲            |
| ژاپن (۱۰۰ آهنگ داغ ژاپن)                        | ۱۵            |
| تک‌آهنگ‌های گردآوری‌شده ژاپن (اوریکون)             | ۲۳            |
| لیتوانی (آگاتا)                                 | ۱۱            |
| لوکزامبورگ (بیلبورد)                            | ۱۸            |
| مالزی (بیلبورد)                                 | ۱             |
| هلند (۱۰۰ تک‌آهنگ برتر)                          | ۷۹            |
| نیوزیلند (ریکوردد میوزیک ان‌زد)                  | ۶             |
| پرو (بیلبورد)                                   | ۱۶            |
| فیلیپین (بیلبورد)                               | 1             |
| پرتغال (ای‌اف‌پی)                                 | ۲۲            |
| رومانی (بیلبورد)                                | ۲۰            |
| سنگاپور (آرآی‌ای‌اس)                              | ۱             |
| اسلواکی (۱۰۰ تک‌آهنگ دیجیتال برتر)               | ۱۷            |
| آفریقای جنوبی (آرآی‌اس‌ای)                        | ۴۵            |
| کره جنوبی (سرکل)                                | ۳             |
| اسپانیا (پروموزیکا)                             | ۸۲            |
| سوئد (فهرست برترین‌های سوئد)                     | ۹۲            |
| سوئیس (شوایزر هیت‌پاراد)                         | ۳۷            |
| تایوان (بیلبورد)                                | ۱             |
| ترکیه (بیلبورد)                                 | ۲             |
| تک‌آهنگ‌های بریتانیا (اوسی‌سی)                     | ۲۴            |
| بیلبورد هات ۱۰۰ ایالات متحده                    | ۲۵            |
| فروش جهانی ترانه دیجیتال ایالات متحده (بیلبورد) | ۱             |
| ویتنام (۱۰۰ تک‌آهنگ داغ ویتنام)                  | ۱             |

| جدول (۲۰۲۲)      | بهترین جایگاه |
| ---------------- | ------------- |
| کره جنوبی (سرکل) | ۵             |